# Comuna Brøndby
Brøndby (Brøndby Kommune) este o comună din regiunea Hovedstaden, Danemarca, cu o suprafață totală de 20,85 km².